# No Body, No Crime
No Body, No Crime è un singolo della cantante statunitense Taylor Swift, pubblicato l'11 gennaio 2021 come secondo estratto dal nono album in studio Evermore.

## Descrizione
Sesta traccia del disco, il brano, che si tratta di una ballata country rock, è stato scritto dalla cantante stessa e da lei prodotto in collaborazione con Aaron Dessner e vede la partecipazione del gruppo musicale statunitense Haim.

## Formazione
Musicisti
- Taylor Swift – voce
- Danielle Haim – voce
- Este Haim – voce
- Aaron Dessner – mandolino, sintetizzatore, pianoforte, field recording, basso, chitarra acustica, chitarra elettrica
- Josh Kaufman – lap steel guitar, chitarra elettrica, organo, armonica
- JT Bates – batteria

Produzione
- Aaron Dessner – produzione, registrazione
- Taylor Swift – produzione
- Jonathan Low – registrazione, registrazione voce Swift
- Ariel Rechtshaid – registrazione voci delle Haim
- Matt DiMona – registrazione voci delle Haim
- Jonathan Low – missaggio
- Greg Calbi – mastering
- Steve Fallone – mastering

## Classifiche
| Classifica (2020) | Posizione massima |
| ----------------- | ----------------- |
| Australia         | 16                |
| Canada            | 11                |
| Irlanda           | 11                |
| Nuova Zelanda     | 29                |
| Portogallo        | 83                |
| Regno Unito       | 19                |
| Singapore         | 28                |
| Stati Uniti       | 34                |